# Wunga
Wunga is een bestuurslaag in het regentschap Oost-Soemba van de provincie Oost-Nusa Tenggara, Indonesië. Wunga telt 735 inwoners (volkstelling 2010).